# Buka (raper)
Buka, właściwie Mateusz Daniecki (ur. 17 grudnia 1988 w Gdańsku) – polski raper, tekściarz, autor piosenek i kreskówek, wokalista, producent, gitarzysta oraz członek formacji SumaStyli. Prowadzi także solową działalność artystyczną.
Współpracował z takimi artystami jak: Big Cyc, Fokus, Rahim, O.S.T.R., KęKę, Pih, Vixen, Pawbeats, Natalia Nykiel, White House oraz wieloma innymi producentami, raperami, artystami.
Buka za duet z Rahimem – „Optymistycznie” otrzymał platynową płytę, a utwór „1 Moment”, autorstwa K2, z jego gościnnym udziałem przekroczył barierę 109 milionów wyświetleń na YouTube oraz zdobył wiele wyróżnień branżowych. Buka jest też autorem kilku innych hitów, takich jak: „Obiecuję Ci”, „Zamknij Oczy”, czy „Orchidee”, które były grane zarówno w stacjach radiowych, jak i telewizyjnych. Muzyk w przeszłości był również ambasadorem takich marek jak Jack&Jones i Outsidewear.
Buka napisał również wraz ze Skorem scenariusz do melorecytacji połączonej z tańcem i fabułą „IMAGO”. Oprócz tego udzielił się gościnnie na wielu produkcjach oraz współtworzył popularny w internecie serial animowany „37” i „Gabinet doktora Skacza”.
Oprócz niezależnych wydawnictw związany był kontraktem fonograficznym z wytwórnią MaxFloRec oraz współtworzył trójmiejskie wydawnictwo muzyczne 3-Art. W roku 2017 zawiesił działalność koncertowo-wydawniczą, aby rozwinąć swój warsztat muzyczno-producencki.
Od lipca 2022 roku wznowił działalność wydawniczą, tworząc niezależne wydawnictwo muzyki i kreskówek: Buka, a w sierpniu 2022 roku uruchomił sklep internetowy na swojej oficjalnej stronie. Można w nim zakupić bezpośrednio od twórcy jego dotychczasowe oraz planowane w przyszłości produkcje.
Według muzyka jego pseudonim powstał przypadkowo, nie stanowiąc nawiązania do bohaterki serii książek dla dzieci „Muminki” autorstwa fińskiej pisarki Tove Jansson.

## Działalność artystyczna
Mateusz Daniecki muzyką zainteresował się we wczesnym dzieciństwie za sprawą ojca, który grał na gitarze i śpiewał. Z hip-hopem zetknął się po raz pierwszy pod koniec lat 90. Pierwsze teksty zaczął pisać około 2001 roku. Do 2006 roku tworzył samodzielnie. Tego samego roku ukazał się także debiutancki album rapera zatytułowany Krukologika. W 2007 roku wraz ze Skorem i Matim utworzył formację SumaStyli. Efektem współpracy był wydany jeszcze w 2007 roku album pt. Artefakty, a także EP Cztery ściany ciszy. W międzyczasie Buka zarejestrował drugi solowy album zatytułowany StyliMilion.
Rok później ukazał się kolejny minialbum grupy SumaStyli – Walka trwa oraz trzeci album Buki – Świt żywych trupów. W międzyczasie raper gościł na albumie V!RuSa Power of Beats. W 2009 roku został wydany drugi album zespołu SumaStyli – De Integro, natomiast rok później czwarty album Buki – Opowieści z miasta fatum. Solowy materiał Buki wzbudził zainteresowanie firmy MaxFloRec, należącej do Rahima. W efekcie Daniecki podpisał kontrakt wydawniczy. Pod koniec 2010 roku ukazał się minialbum Po drugiej stronie lustra EP, dostępny bezpłatnie w formie digital download, za pośrednictwem MaxFloRec. Również w 2010 roku zwrotki rapera trafiły na płyty DJ-a Cidra – Hip-Hop Orchestra i Mona – The Mona.
30 września 2011 roku miała miejsce – dzięki wytwórni MaxFloRec – premiera pierwszego albumu rapera dostępnego w powszechnej sprzedaży zatytułowanego Pokój 003. Płyta dotarła do 33. miejsca polskiej listy przebojów – OLiS. Oficjalny debiut muzyka był promowany teledyskami do utworów „Pierwsza miłość”, „Achtung” i „Wraca monster”. Wcześniej muzyk gościł na albumie Skora – Dwie strony mocy. W 2012 roku Buka został zaproszony do udziału w projekcie młodych talentów – Popkiller Młode Wilki 2012 zorganizowanego przez branżowy serwis muzyczny Popkiller.pl. Na kompilacji wydanej przez tenże serwis znalazł się autorski utwór rapera zatytułowany „Nie dla fejmu”. Zwrotka Buki trafiła ponadto do promowanego teledyskiem posse cut pt. „Prosto z frontu” gdzie wystąpił m.in. u boku KęKę i Ńemego.
Tego samego roku muzyk wystąpił gościnnie na albumach Wizji Lokalnej – Projekt zwiastun, Skora – Muzykoma oraz WhiteHouse – Kodex 4. Zimą 2012 roku do sprzedaży trafiła, limitowana do tysiąca egzemplarzy reedycja albumu Opowieści z miasta fatum. Jednakże tym razem nagrania trafiły do powszechnej sprzedaży dzięki wytwórni MaxFloRec. Wznowienie było promowane wideoklipami do utworów „Siema fatum” i „Analiza”. Kolejny album solowy rapera zatytułowany Wspaniały widok na nic interesującego ukazał się 13 marca 2013 roku. Wydawnictwo uplasowało się na 7. miejscu najpopularniejszych płyt w Polsce (OLiS). Nagrania były promowane teledyskami do utworów „Orchidee”, „Zamknij oczy”, „Zanim powiem nara”, „Wznieśmy toast”, „Biały królik” i „Cyferblatów wichura”. Także w 2013 roku Buka rapował na albumach L.U.C.-a i Motion Trio – Nic się nie stało, Minixa – Mini odskocznia, Grega – Składak oraz Skorupa – Piękna pogoda.
W kwietniu 2014 ukazał się album śląskiego rapera K2 – Anatomia z gościnnym udziałem Buki. Zwrotki rapera znalazły się w utworach „1 moment” i „Polski Meksyk”. Pierwszy z utworów, promowany teledyskiem przysporzył obu muzykom sukcesu. Kompozycja dotarła do 17. miejsca listy Polish Airplay Chart, a także uplasowała się na szczycie w audycji „Hop Bęc” emitowanej na antenie rozgłośni radiowej RMF Maxxx. W 2014 roku muzyk gościł ponadto na płytach raperów Piha – Kino nocne, L.U.C-a – Reflekcje o miłości apdejtowanej selfie, Tau – Remedium i Vixena – Loco Tranquilo oraz zespołu Pokahontaz – Reversal, a także albumach producenckich Fabstera – Kontrasty i Pawbeatsa – Utopia. 5 maja 2015 roku ukazał się wspólny minialbum Buki i Skora pt. Imago. Płyta trafiła do sprzedaży nakładem niewielkiej, założonej przez muzyków oficyny 3-ART.

## Dyskografia

### Albumy solowe
| Tytuł                                 | Dane dot. albumu                              | Pozycja na liście | Sprzedaż        | Certyfikat         |
| Tytuł                                 | Dane dot. albumu                              | POL               | Sprzedaż        | Certyfikat         |
| ------------------------------------- | --------------------------------------------- | ----------------- | --------------- | ------------------ |
| Krukologika                           | - Data: 2006 - Wydawca: Buka                  | –                 |                 |                    |
| StyliMilion                           | - Data: 2007 - Wydawca: Buka                  | –                 |                 |                    |
| Świt żywych trupów                    | - Data: 30 września 2008 - Wydawca: Buka      | –                 |                 |                    |
| Opowieści z miasta fatum              | - Data: 13 września 2010 - Wydawca: Buka      | –                 |                 |                    |
| Po drugiej stronie lustra EP          | - Data: 24 grudnia 2010 - Wydawca: MaxFloRec  | –                 |                 |                    |
| Pokój 003                             | - Data: 30 września 2011 - Wydawca: MaxFloRec | 33                |                 |                    |
| Wspaniały widok na nic interesującego | - Data: 13 marca 2013 - Wydawca: MaxFloRec    | 7                 | - POL: 15 tys.+ | - POL: złota płyta |
| „–” album nie był notowany.           |                                               |                   |                 |                    |

### Współpraca
| Tytuł                       | Dane dot. albumu                                  | Pozycja na liście | Sprzedaż        | Certyfikat             |
| Tytuł                       | Dane dot. albumu                                  | POL               | Sprzedaż        | Certyfikat             |
| --------------------------- | ------------------------------------------------- | ----------------- | --------------- | ---------------------- |
| Imago (EP; oraz Skor)       | - Data: 5 maja 2015 - Wydawca: 3-ART              | –                 |                 |                        |
| Optymistycznie (oraz Rahim) | - Data: 30 października 2015 - Wydawca: MaxFloRec | 25                | - POL: 30 tys.+ | - POL: platynowa płyta |
| „–” album nie był notowany. |                                                   |                   |                 |                        |

### Single
| Tytuł                                                                        | Rok  | Pozycja na liście | Pozycja na liście | Pozycja na liście | Album          |
| Tytuł                                                                        | Rok  | POL               | SLiP              | RMF               | Album          |
| ---------------------------------------------------------------------------- | ---- | ----------------- | ----------------- | ----------------- | -------------- |
| „Desperado2” (Pokahontaz, gościnnie: Buka, Kleszcz)                          | 2014 | –                 | –                 | –                 | Reversal       |
| „Obiecuję Ci” (oraz Rahim, gościnnie: Natalia Nykiel)                        | 2015 | 39                | 22                | 19                | Optymistycznie |
| „Nawyki” (oraz Rahim)                                                        | 2015 | –                 | –                 | –                 | Optymistycznie |
| „Melancholie” (101 Decybeli, gościnnie: Vixen, Buka, Mam Na Imię Aleksander) | 2015 | –                 | –                 | –                 | –              |
| "2022 feat. Buka"                                                            | 2022 | –                 | –                 | –                 | –              |
| "Fascynacja" (K2, gościnnie: Buka, Skor)                                     | 2022 | –                 | –                 | –                 | –              |
| „–” singel nie był notowany.                                                 |      |                   |                   |                   |                |

### Inne notowane utwory
| Tytuł                | Rok  | Pozycja na liście | Pozycja na liście | Pozycja na liście | Album    |
| Tytuł                | Rok  | POL               | RMF               | Eska              | Album    |
| -------------------- | ---- | ----------------- | ----------------- | ----------------- | -------- |
| „1 moment” (oraz K2) | 2014 | 16                | 1                 | 4                 | Anatomia |

### Inne
| Album                                           | Rok  | Uwagi                                                                 | Źródło |
| ----------------------------------------------- | ---- | --------------------------------------------------------------------- | ------ |
| V!ruS – Power of Beats                          | 2008 | gościnnie rap w utworze „10 w skali Boforta”                          | [ 92 ] |
| DJ Cider – Hip-Hop Orchestra                    | 2010 | gościnnie rap w utworze „Trening czyni mistrza”                       | [ 35 ] |
| Mona – The Mona                                 | 2010 | gościnnie rap w utworze "Stop!”                                       | [ 36 ] |
| Skor – Dwie strony mocy                         | 2011 | gościnnie rap w utworach „Tu” i „Stres”                               | [ 42 ] |
| Wizja Lokalna – Projekt zwiastun                | 2012 | gościnnie rap w utworze „Wychodzimy z mroku”                          | [ 46 ] |
| Skor – Muzykoma                                 | 2012 | gościnnie rap w utworze „Nadzieja straconych”                         | [ 47 ] |
| WhiteHouse – Kodex 4                            | 2012 | gościnnie rap w utworze „Się jaram”                                   | [ 48 ] |
| MaxFloRec – Podaj dalej vol. 2 (kompilacja)     | 2012 | rap w utworze „CDN”                                                   | [ 93 ] |
| Popkiller Młode Wilki 2012 (kompilacja)         | 2012 | rap w utworach „Prosto z frontu” i „Nie dla fejmu”                    | [ 44 ] |
| L.U.C., Motion Trio – Nic się nie stało         | 2013 | gościnnie rap w utworze „Oda do młodości 2013”                        | [ 61 ] |
| Minix – Mini odskocznia                         | 2013 | gościnnie rap w utworze „Artystą być”                                 | [ 62 ] |
| Greg – Składak                                  | 2013 | gościnnie rap w utworze „Nie dla fejmu”                               | [ 63 ] |
| Skorup – Piękna pogoda                          | 2013 | gościnnie rap w utworze „Człowiek guma”                               | [ 64 ] |
| Tau – Remedium                                  | 2014 | gościnnie rap w utworze „Maria Konopnicka”                            | [ 69 ] |
| L.U.C – Przekrój                                | 2014 | gościnnie rap w utworach „Dziękuję (Prolog)” i „Oda do młodości 2013” | [ 94 ] |
| K2 – Anatomia                                   | 2014 | gościnnie rap w utworach „1 moment” i „Polski Meksyk”                 | [ 65 ] |
| Vixen – Loco Tranquilo                          | 2014 | gościnnie rap w utworze „Taki jaki jestem”                            | [ 72 ] |
| L.U.C – Reflekcje o miłości apdejtowanej selfie | 2014 | gościnnie rap w utworze „Baśń o rozstaniu”                            | [ 70 ] |
| Pih – Kino nocne                                | 2014 | gościnnie rap w utworze „Przeszłość niemile widziana”                 | [ 71 ] |
| Pokahontaz – Reversal                           | 2014 | gościnnie rap w utworze „Desperado2”                                  | [ 73 ] |
| Fabster – Kontrasty                             | 2014 | gościnnie rap w utworze „Kiedy byłem dużym chłopcem”                  | [ 74 ] |
| Pawbeats – Utopia                               | 2014 | gościnnie rap w utworze „Schizofrenia”                                | [ 75 ] |
| Skor – Nadziemie                                | 2015 | gościnnie rap w utworach „Chciałbym ci powiedzieć” i „Upadam”         | [ 95 ] |

## Teledyski
Solowe
| Tytuł                                    | Rok  | Reżyseria                           | Album                                 | Źródło |
| ---------------------------------------- | ---- | ----------------------------------- | ------------------------------------- | ------ |
| „Pierwsza miłość”                        | 2011 | Drop Free                           | Pokój 003                             | [ 39 ] |
| „Achtung”                                | 2011 | Aleksander Kozłowski, Przedmarańcza | Pokój 003                             | [ 40 ] |
| „Wraca monster” (gościnnie: Rahim)       | 2012 | Aleksander Kozłowski, Przedmarańcza | Pokój 003                             | [ 41 ] |
| „Siema fatum”                            | 2012 | Wojciech „Koksny” Górny             | Opowieści z miasta fatum (reedycja)   | [ 51 ] |
| „Orchidee”                               | 2012 | Aleksander Kozłowski, Przedmarańcza | Wspaniały widok na nic interesującego | [ 55 ] |
| „Analiza”                                | 2013 | FoxVision                           | Opowieści z miasta fatum (reedycja)   | [ 52 ] |
| „Zamknij oczy” (gościnnie: Skor)         | 2013 | Juzz Media                          | Wspaniały widok na nic interesującego | [ 56 ] |
| „Zanim powiem nara”                      | 2013 | Juzz Media                          | Wspaniały widok na nic interesującego | [ 57 ] |
| „Wznieśmy toast”                         | 2013 | Aleksander Kozłowski, Przedmarańcza | Wspaniały widok na nic interesującego | [ 58 ] |
| „Biały królik”                           | 2013 | Juzz Media                          | Wspaniały widok na nic interesującego | [ 59 ] |
| „Cyferblatów wichura” (gościnnie: Rahim) | 2013 | Aleksander Kozłowski, Przedmarańcza | Wspaniały widok na nic interesującego | [ 60 ] |
| „#Hot16Challenge”                        | 2014 | –                                   | –                                     | [ 96 ] |

Współpraca
| Tytuł                                                     | Rok  | Reżyseria                           | Album          | Źródło  |
| --------------------------------------------------------- | ---- | ----------------------------------- | -------------- | ------- |
| „Alabaster” (oraz Skor)                                   | 2015 | Aleksander Kozłowski, Przedmarańcza | Imago          | [ 97 ]  |
| „Heban” (oraz Skor)                                       | 2015 | Aleksander Kozłowski, Przedmarańcza | Imago          | [ 98 ]  |
| „Antracyt” (oraz Skor)                                    | 2015 | Aleksander Kozłowski, Przedmarańcza | Imago          | [ 99 ]  |
| „Szafran” (oraz Skor)                                     | 2015 | Aleksander Kozłowski, Przedmarańcza | Imago          | [ 100 ] |
| „Karmazyn” (oraz Skor)                                    | 2015 | Aleksander Kozłowski, Przedmarańcza | Imago          | [ 101 ] |
| „Lazur” (oraz Skor)                                       | 2015 | Aleksander Kozłowski, Przedmarańcza | Imago          | [ 102 ] |
| „Optymistycznie” (oraz Rahim)                             | 2015 | Aleksander Kozłowski, Przedmarańcza | Optymistycznie | [ 103 ] |
| „Obiecuję ci” (oraz Rahim, gościnnie: Natalia Nykiel)     | 2015 | Grzegorz Lipiec                     | Optymistycznie | [ 104 ] |
| „Krok na szczyt” (oraz Rahim)                             | 2015 | Aleksander Kozłowski, Przedmarańcza | Optymistycznie | [ 105 ] |
| „Nawyki” (oraz Rahim)                                     | 2015 | Aleksander Kozłowski, Przedmarańcza | Optymistycznie | [ 106 ] |
| „Z archiwum twarzy” (oraz Rahim, gościnnie: Fokus, Masia) | 2016 | Aleksander Kozłowski, Przedmarańcza | Optymistycznie | [ 107 ] |

Gościnnie
| Tytuł                                                                             | Rok  | Reżyseria       | Album             | Źródło  |
| --------------------------------------------------------------------------------- | ---- | --------------- | ----------------- | ------- |
| Skor – „Nadzieja straconych” (gościnnie: Nullo, Buka)                             | 2013 | Juzz Media      | Muzykoma          | [ 108 ] |
| L.U.C, Motion Trio – „Oda do młodości 2013” (gościnnie: Buka)                     | 2013 | L.U.C           | Nic się nie stało | [ 109 ] |
| Skor – „Chciałbym ci powiedzieć” (gościnnie: Buka, PaniKa)                        | 2014 | –               | Nadziemie         | [ 110 ] |
| Fabster – „Kiedy byłem dużym chłopcem” (gościnnie: Skor, Buka, DJ Bili, Pawbeats) | 2014 | OesVidyo        | Kontrasty         | [ 111 ] |
| K2 – „1 moment” (gościnnie: Buka)                                                 | 2014 | AG Studio       | Anatomia          | [ 66 ]  |
| Pokahontaz – „Desperado2” (gościnnie: Buka, Kleszcz)                              | 2014 | AG Studio       | Reversal          | [ 112 ] |
| Vixen – „Taki jaki jestem” (gościnnie: Buka)                                      | 2014 | Bassmedia       | Loco Tranquilo    | [ 113 ] |
| Pih – „Przeszłość niemile widziana” (gościnnie: Joka, Buka)                       | 2014 | Evil Eye Studio | Kino nocne        | [ 114 ] |
| Pawbeats – „Schizofrenia” (gościnnie: Rahim, Pih, Buka)                           | 2015 | M.L. Filmz      | Utopia            | [ 115 ] |
| 101 Decybeli – „Melancholie” (gościnnie: Vixen, Buka, Mam Na Imię Aleksander)     | 2015 | 9Liter Filmy    | Echo              | [ 116 ] |

Inne
| Tytuł                                          | Rok  | Reżyseria        | Album                      | Źródło |
| ---------------------------------------------- | ---- | ---------------- | -------------------------- | ------ |
| Popkiller Młode Wilki 2012 – „Prosto z frontu” | 2012 | Popkiller Videos | Popkiller młode wilki 2012 | [ 45 ] |

## Filmografia
| Tytuł                                             | Data premiery | Źródło  |
| ------------------------------------------------- | ------------- | ------- |
| „37” odc.1 – Jak rozpętałem XXXVII wojnę światową | 22.06.2011    | [ 117 ] |
| „37” odc.2 – 37. mila                             | 06.02.2012    | [ 118 ] |
| „37” odc.3 – Egzorcyzmy doktora Skacza            | 13.08.2013    | [ 119 ] |
| Gabinet Doktora Skacza – odc. 1                   | 13.08.2013    | [ 120 ] |
| Gabinet Doktora Skacza – odc. 2                   | 06.02.2014    | [ 121 ] |